# جامع تشويقية
جامع تشويقية (بالتركية: Teşvikiye Camii)‏ هو جامع يقع في حي شيشلي في إستانبول.
يعود جامع تشويقية بتاريخه إلى عام 1854 حيث كان مسجداً مخصصاً للسلاطين العثمانيين والأمراء، تم إنشاء الهيكل الكبير الرواقي للمسجد عام 1854م من قبل السلطان عبد المجيد الأول (Sultan Abdulmecid I)، وقد صمم المسجد الفنان الأرمني كريكور باليان، وقام بالترميم الأخير للمسجد الفنان الأرمني يوفان أفندي.
بنى السلطان عبد المجيد مسجد وحي تشويقية ليشجع الناس على الاستقرار في هذا الحي، ومن هذا المنطلق اشتق اسم المسجد في اللغة التركية العثمانية والذي يعني «التشجيع».
كما تم بناء مركز شرطة فريد من نوعه في حي تشويقية على النمط الكلاسيكي، وفي الفترة من 1912 وحتى 1913 استقر كثير من أتراك مقدونيا في نيشانتاشي، ومن أشهرهم الشاعر التركي ناظم حكمت؛ كما استقرت فيها عدة مجتمعات مصغرة أخرى، مثل الجالية اليونانية والشاميّة والأرمنية.
من أهم ما يميز المسجد أنه المحطة الأخيرة في وجود المشاهير على سطح الأرض..!
فمن المتعارف عليه أن المشاهير يُصلّى عليهم صلاة الجنازة في فناء مسجد تشويقية، فهو لا يفارق صفحات الجرائد حين يتم ذكر وفيات المشاهير.
والمسلات المرتفعة المنتصبة في فناء المسجد الخارجي (نيشان تاشي) والتي أخذ الحي اسمه منها، نصبت بفرمان سلطاني من قبل السلطانين سليم الثالث ومحمود الثاني، وفي هذا الفناء كانا يتدربان على تصويب الأهداف بالبنادق.